# سينما توغو
بدأت السينما في توغو مع صانعي الأفلام الاستعماريين الألمان الذين يزورون توغولاند. حاول الفرنسيون قمع السينما في توغولاند الفرنسية. بعد حصول توغو على الاستقلال في عام 1960، شجعت الحكومة الوطنية في توغو السينما، على الرغم من تراجع دعم الحكومة للسينما عندما تم سحب التمويل الفرنسي في التسعينيات. في الآونة الأخيرة، تعرف صناعة السينما نموا مرة أخرى في توغو.

## السينما في الفترة الاستعمارية
قام المخرج الهاوي كارل مولر (Carl Müller) بتصوير لومي عام 1906، وهو يقوم بجولة في ألمانيا مع أفلامه عند عودته. تم تقديم المزيد من التشجيع المنتظم للتصوير الاستعماري لتوغولاند من قبل المستكشف أدولف فريدريش ( Adolf Friedrich)، الحاكم الاستعماري لتوغولاند من عام 1912 إلى عام 1914. تم تصوير زيارة فيلهلم سولف (Wilhelm Solf) عام 1913 للمستعمرة وتوزيعها في أوروبا. زار هانس شمبورك توغو لأول مرة في 1913-1914، حيث عمل مع المصور البريطاني جيمس إس. هودجسون ( James S. Hodgson) والممثلة ميج غيرتس (Meg Gehrts). على الرغم من أن اندلاع الحرب العالمية الأولى أدّى إلى مصادرة وفقدان معظم موادهم، فقد كان لدى شمبورك ما يكفي من المواد لإصدار سلسلة من الأفلام القصيرة بين سنتي 1916 و1917. كان (Im Deutschen Sudan) فيلمًا وثائقيًا طويلاً عام 1917، استُخدِم في الدعاية الاستعمارية.
لم ينظم القانون الاستعماري الفرنسي في البداية إنتاج الأفلام وتوزيعها. في عام 1932، اشتكى الحاكم الاستعماري الفرنسي روبرت دي جويز (Robert de Guise) من أن الأفارقة في توغولاند الفرنسية، مثل ألبرت جون مينساه (Albert John Mensah) في لومي، يُحوّلون منازلهم وأعمالهم إلى دور سينما غير مشروعة. نتيجة لذلك، فرض مرسوم لافال رقابة للسيطرة على تأليف ومحتوى وتوزيع الأفلام.

## السينما بعد الاستقلال
كانت السبعينيات "فترة مميزة للسينما التوغولية"، فوفقًا للمسؤول الثقافي كومي آتي (Komi Ati): شجعت حكومة ما بعد الاستقلال السينما، وأنشأت خدمة السينما والأفلام السمعية (CINEATO) في عام 1976 لصنع أفلام إخبارية وأفلام وثائقية. ومع ذلك، تعرضت السينما التوغولية لانتكاسة في عام 1993، عندما سحبت المنظمة الدولية للفرنكوفونية تمويلها لمدة عشر سنوات. تم إغلاق دور السينما وشركات التوزيع.

## الفترة المعاصرة
يعتبر قطاع الأفلام في توغو قطاعا صغيرا نسبيًا وغير متطور، ويكافح مع معضلات ما بعد الاستعمار في التمثيل. ومع ذلك، فقد بدأ مؤخرًا في النمو. قامت آن لوري فولي (Anne-Laure Folly) بصنع أفلام وثائقية منذ أوائل التسعينيات، وهي مخرجة توغولية اكتسبت شهرة دولية. في عام 2009، أنشأت كريستيل أكوريبورو (Christelle Aquéréburu) مدرسة السينما في توغو (ECRAN)، وقد درس بها أكثر من 100 طالب، وأنتجت 20 فيلمًا طويلا ووثائقيا. تم ترشيح عمل أحد طلابها، في فئة الأفلام المدرسية بالمهرجان الأفريقي للسينما والتلفزيون 2013. تم إنشاء فيلم جديد ورمز متحرك لتعزيز صناعة السينما في توغو. في عام 2018، افتتح وزير الثقافة التوغولي، جاي مادجي لورينزو (Guy Madje Lorenzo)، أسبوعًا للسينما برعاية الحكومة، حيث عرض أكثر من ستين فيلمًا ونظم إقامة لكتابة السيناريو. ومن بين صانعي الأفلام الجدد هناك جيلبرت بارمنا (Gilbert Bararmna) الحائز على جائزة جويل تشيدري (award-winning Joël Tchédré).